# Cristoforo Colombo

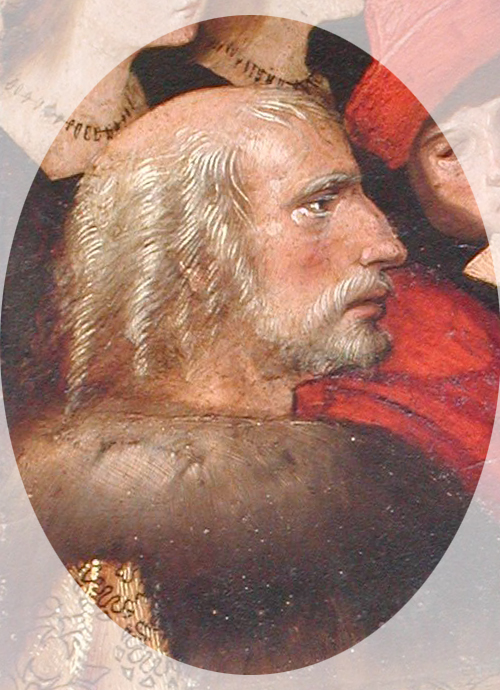
Sinh khoảng năm 1450, Cristoforo Colombo được thể hiện trong bức chân dung do Alejo Fernándõ vẽ giai đoạn 1505–1536. Ảnh chụp của nhà sử học Manuel Rosa

Cristoforo Colombo (tiếng Tây Ban Nha: Cristóbal Colón; tiếng Anh: Christopher Columbus, khoảng 31 tháng 10 năm 1451 – 20 tháng 5 năm 1506) là một nhà hàng hải nổi tiếng người Ý và là một đô đốc của các vị Quân chủ Công giáo Tây Ban Nha, mà những chuyến vượt Đại Tây Dương của ông đã mở ra những cuộc thám hiểm Châu Mỹ cũng như quá trình thực dân hoá của Châu Âu. Ông thường được coi là một người dân Genova, nguồn gốc xuất thân là người Do Thái di cư như bao người khác ở thế kỷ 15 - 16.
Lịch sử coi chuyến đi đầu tiên năm 1492 của ông có tầm quan trọng lớn, dù thực tế ông không đặt chân tới lục địa cho tới tận chuyến thám hiểm thứ ba năm 1498. Tương tự, ông không phải là nhà thám hiểm đầu tiên của châu Âu tới châu Mỹ, bởi vì đã có những ghi chép về tiếp xúc xuyên Đại Tây Dương của châu Âu trước năm 1492. Có rất nhiều bằng chứng về việc người Na Uy thời trung cổ đã đặt chân đến và thiết lập nên các thuộc địa ở châu Mỹ. Tuy nhiên, chuyến đi của Colombo diễn ra trong thời điểm chủ nghĩa đế quốc và sự cạnh tranh kinh tế giữa các nước đang phát triển tìm cách kiếm của cải từ việc thành lập những con đường thương mại và thuộc địa đang nổi lên. Vì thế, giai đoạn trước năm 1492 được coi là giai đoạn Tiền Colombo, và thời gian diễn ra sự kiện này (Ngày Colombo) thường được kỷ niệm tại toàn thể châu Mỹ, Tây Ban Nha và Ý.

## Thân thế
Nhà nghiên cứu Manuel da Silva Rosa cho rằng Colombo là một hoàng tử, con trai của vua Ba Lan Vladislav III.
Nhiều thuyết cho rằng Colombo sinh ra trong một gia đình công nhân ở nước Cộng hòa Genova.

## Thời gian trước những cuộc thám hiểm

### Các lý thuyết hàng hải
Từ lâu Châu Âu đã có những con đường giao thương an toàn tới Trung Quốc và Ấn Độ— nơi cung cấp các mặt hàng giá trị như tơ lụa và gia vị — từ thời Đế chế Mông Cổ nắm quyền bá chủ (Pax Mongolica, hay "Hòa bình Mông Cổ"). Với sự sụp đổ của Constantinopolis vào tay những người Hồi giáo năm 1453, con đường bộ dẫn tới châu Á không còn an toàn nữa. Các thủy thủ Bồ Đào Nha phải đi về phía nam vòng quanh châu Phi để tới châu Á. Colombo có một ý tưởng khác. Tới những năm 1480, ông đã phát triển một kế hoạch đi tới Ấn Độ (Indies) (sau này dùng để chỉ tất cả vùng phía nam và phía đông châu Á) bằng cách đi thẳng về phía tây xuyên qua "Đại Dương" (Đại Tây Dương).
Thỉnh thoảng có ý kiến cho rằng Colombo đã gặp nhiều khó khăn khi vận động tài trợ cho kế hoạch của mình bởi vì những người châu Âu tin rằng Trái Đất là phẳng. Trên thực tế, có ít người ở thời đại ấy tin vào chuyến đi của Colombo (và rõ ràng không có thủy thủ hay nhà hàng hải nào) tin vào điều đó chỉ vì khoảng cách giữa 2 lục địa vào thời đó quá xa để mà tàu bè có thể mang theo đầy đủ thức ăn và nước uống. Đa số mọi người đều đồng ý rằng Trái Đất là một hình cầu. Những lý luận của Colombo dựa trên chu vi của hình cầu đó.
Ở thời Alexandria cổ, Eratosthenes (276-194 TCN) đã tính toán chính xác chu vi Trái Đất, và từ trước đó vào năm 322 TCN Aristotle đã sử dụng các quan sát để suy luận rằng Trái Đất không phẳng. Đa số các học giả đều chấp nhận lý thuyết của Ptolemaeus rằng khối lượng đất của Trái Đất (đối với người châu Âu ở thời gian đó, gồm cả Âu Á và châu Phi) chiếm 180 độ khối cầu Trái Đất, còn 180 độ là nước.
Tuy nhiên, Colombo lại tin vào những tính toán của Marinus xứ Týros rằng đất chiếm 225 độ, nước chỉ chiếm 135 độ. Hơn nữa Colombo tin rằng 1 độ biểu hiện một khoảng cách ngắn hơn trên bề mặt Trái Đất so với khoảng cách mọi người thường tin. Cuối cùng ông đọc các bản đồ, lấy tỷ lệ theo dặm Ý (1.238 mét). Chấp nhận chiều dài một độ là 56⅔ dặm, từ những bản ghi chép của Alfraganus, vì thế ông tính ra chu vi Trái Đất tối đa là 25.255 kilômét, và khoảng cách từ quần đảo Canary tới Nhật Bản là 3.000 dặm Ý (3.700 km). Colombo không nhận ra rằng Alfraganus đã sử dụng dặm Ả rập còn dài hơn nữa, tới khoảng 1.830 mét. Tuy nhiên, ông không phải là người duy nhất "muốn có" Trái Đất nhỏ. Một hình ảnh có ấn tượng sâu sắc về Trái Đất thực sự trong đầu ông đã được thể hiện trong một quả địa cầu "Erdapfel" do Martin Behaim hoàn thành vào năm 1492 tại Nürnberg, Đức.
Vấn đề Colombo phải đương đầu là các chuyên gia không chấp nhận những ước tính khoảng cách tới Ấn Độ của ông. Chu vi thực của Trái Đất khoảng 40.000 km và khoảng cách từ Đảo Canary tới Nhật Bản là khoảng 19.600 kilô mét. Không con tàu nào ở thế kỷ 15 có thể mang đủ lương thực và nước ngọt để đi từ Đảo Canary tới Nhật Bản. Đa số các thủy thủ và nhà hàng hải châu Âu kết luận một cách chính xác rằng, những thủy thủ từ châu Âu đi về hướng tây để tới châu Á sẽ chết vì đói khát trước khi tới nơi.
Họ đã đúng, nhưng Tây Ban Nha, chỉ vừa mới thống nhất sau cuộc hôn nhân của Ferrando và Isabel lại muốn liều lĩnh để có lợi thế thương mại với Đông Ấn trước các nước châu Âu khác. Colombo đã hứa hẹn điều đó với họ.
Những tính toán của Colombo về chu vi Trái Đất và khoảng cách từ quần đảo Canary tới Nhật Bản không chính xác. Nhưng hầu như mọi người châu Âu đều sai lầm khi cho rằng khoảng cách đại dương giữa châu Âu và châu Á là không thể vượt qua. Dù Colombo đến khi chết vẫn cho rằng mình đã mở ra một con đường hàng hải trực tiếp tới châu Á, trên thực tế ông đã lập ra một con đường biển giữa châu Âu và châu Mỹ. Chính con đường tới châu Mỹ này, chứ không phải con đường tới Nhật Bản đã mang lại lợi thế cạnh tranh cho Tây Ban Nha để trở thành một đế chế thương mại.

### Tìm nguồn tài trợ

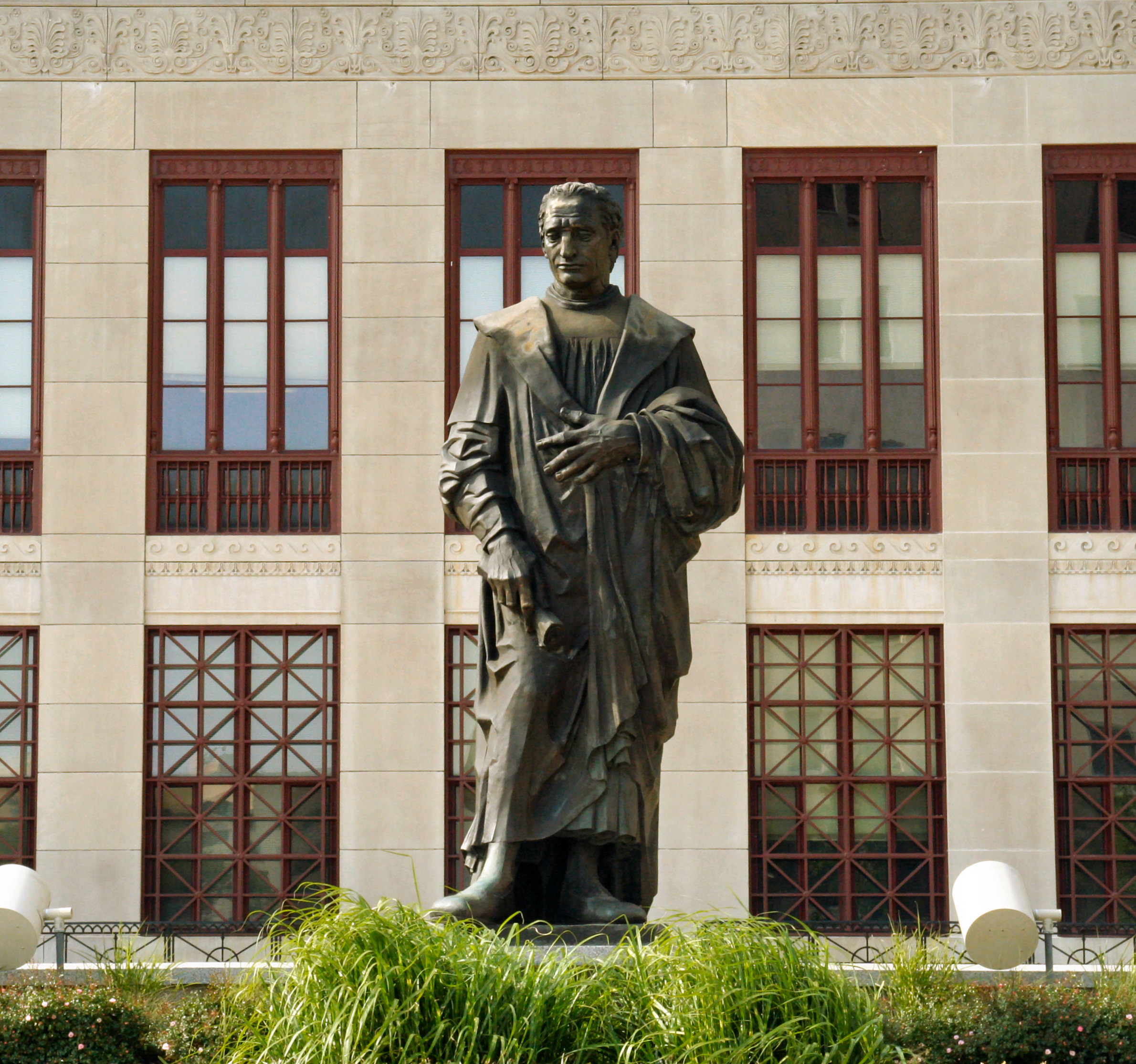
Tượng đồng tại Thị sảnh, Columbus, Ohio

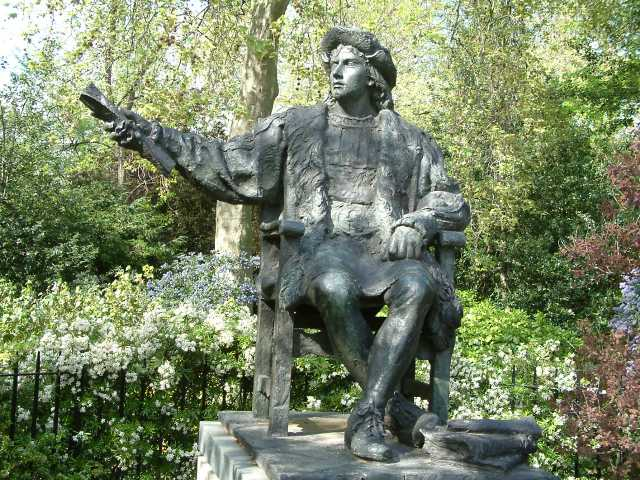
Một bức tượng đồng Colombo ngồi giữa hoa lá tại Quảng trường Belgrave, Luân Đôn.

Colombo lần đầu đệ trình kế hoạch của mình ra trước triều đình Bồ Đào Nha năm 1485. Các chuyên gia của nhà vua cho rằng con đường đó dài hơn ước đoán của Colombo (khoảng cách trên thực tế còn dài hơn nữa), và khước từ yêu cầu của Colombo.  Sau đó ông tìm cách tìm kiếm hậu thuẫn từ phía triều đình Ferrando II ở Aragon và Isabel I tại Castilla, những người đã thống nhất đế chế Tây Ban Nha rộng lớn nhất sau khi kết hôn và cùng cai trị với nhau.
Sau bảy năm vận động ở triều đình Tây Ban Nha, nơi ông được trả một khoản lương để không mang kế hoạch của mình đi nơi khác, cuối cùng ông đã thành công năm 1492. Ferdinand và Isabella vừa chinh phục Granada, thành trì cuối cùng của người Hồi giáo trên bán đảo Iberia, và họ đã tiếp kiến Colombo tại Córdoba, trong vương quốc hay lâu đài Alcázar. Isabel nghe theo lời cha xưng tội của mình bác bỏ đề xuất của Colombo, ông ra đi trong thất vọng thì Ferdinand can thiệp. Sau đó Isabel gửi một toán lính tới tìm ông và Ferdinand sau này đã xứng đáng với lời ca ngợi là "nguyên nhân chủ yếu khiến những hòn đảo đó được khám phá". Vua Ferdinand được cho là đã "hết kiên nhẫn" về vấn đề này, nhưng điều này không được chứng minh.
Khoảng một nửa số tiền tài trợ tới từ các nhà đầu tư tư nhân Ý mà Colombo đã có quan hệ từ trước. Vì đã kiệt quệ tài chính sau chiến dịch Granada, triều đình cho phép vị quan coi ngân khố lấy vốn từ nhiều nguồn khác nhau của hoàng gia bên trong các doanh nghiệp. Colombo được phong chức "Đô đốc các Đại dương" và sẽ nhận được một phần trong mọi khoản lợi nhuận. Các điều khoản hợp đồng của ông khá ngớ ngẩn, nhưng chính con trai ông sau này đã viết, triều đình không thực sự mong đợi ông quay trở về.

## Những chuyến đi

### Chuyến đi đầu tiên

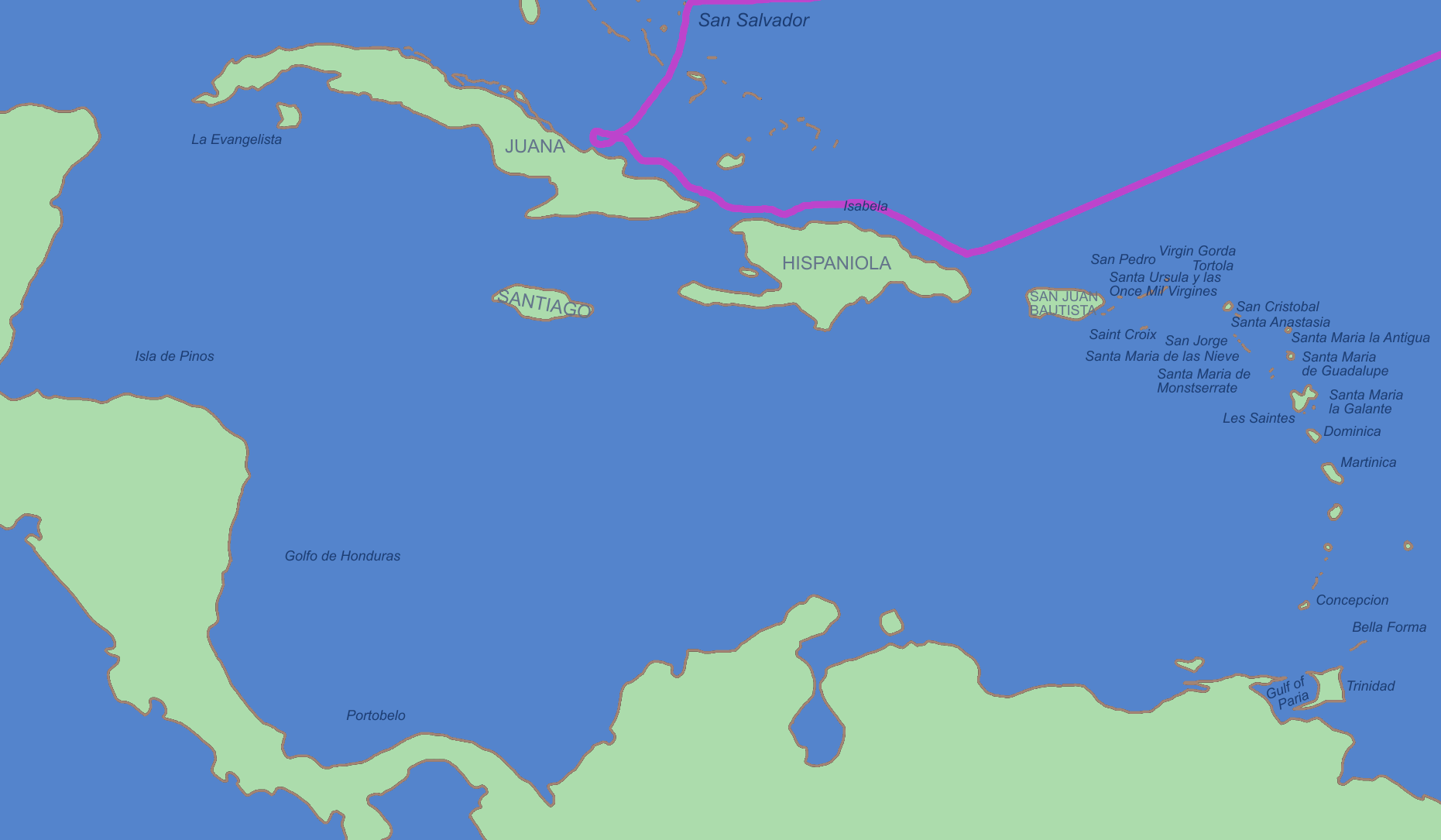
Chuyến đi thứ nhất

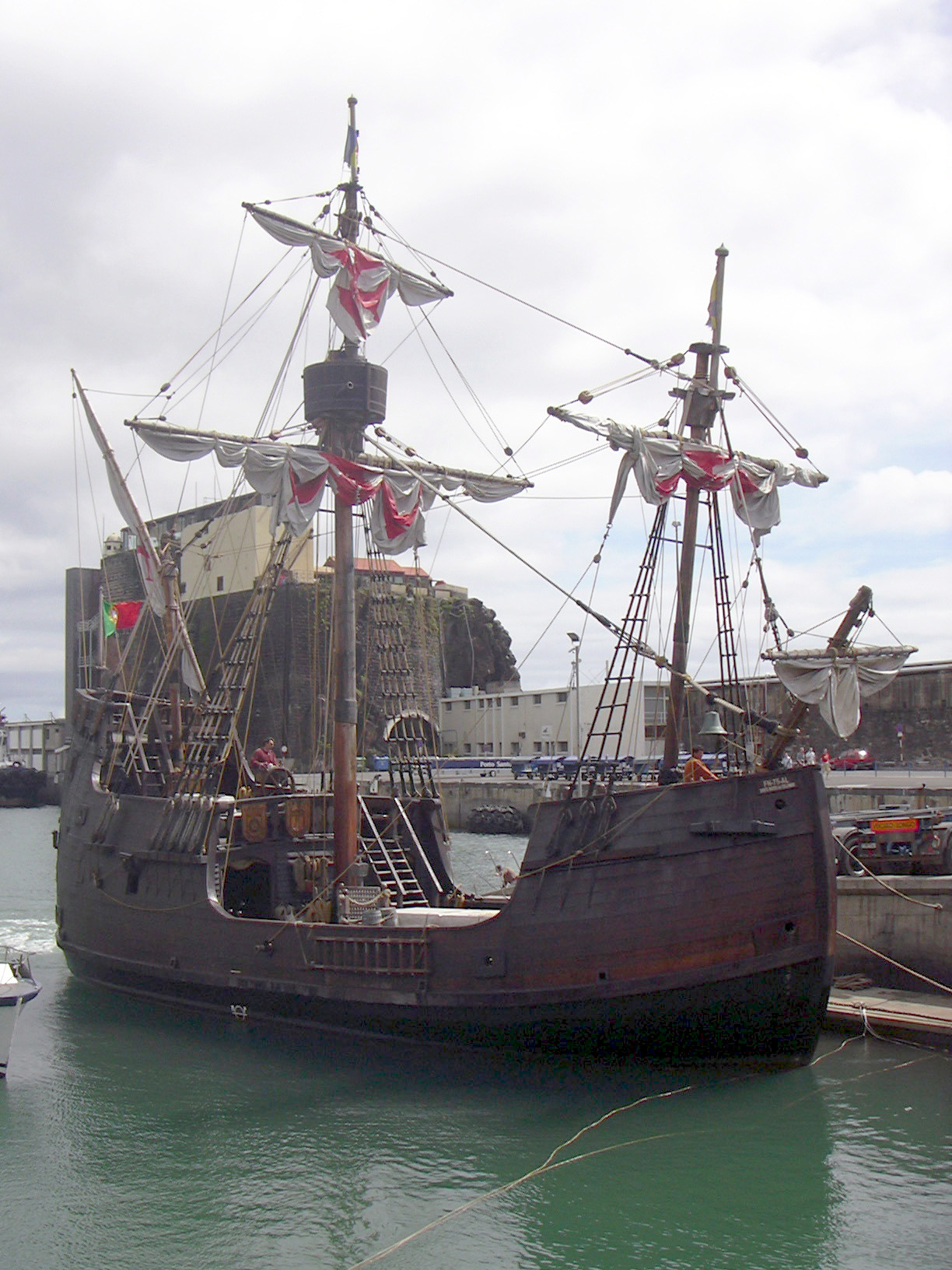
Một bản sao chiếc Santa Maria

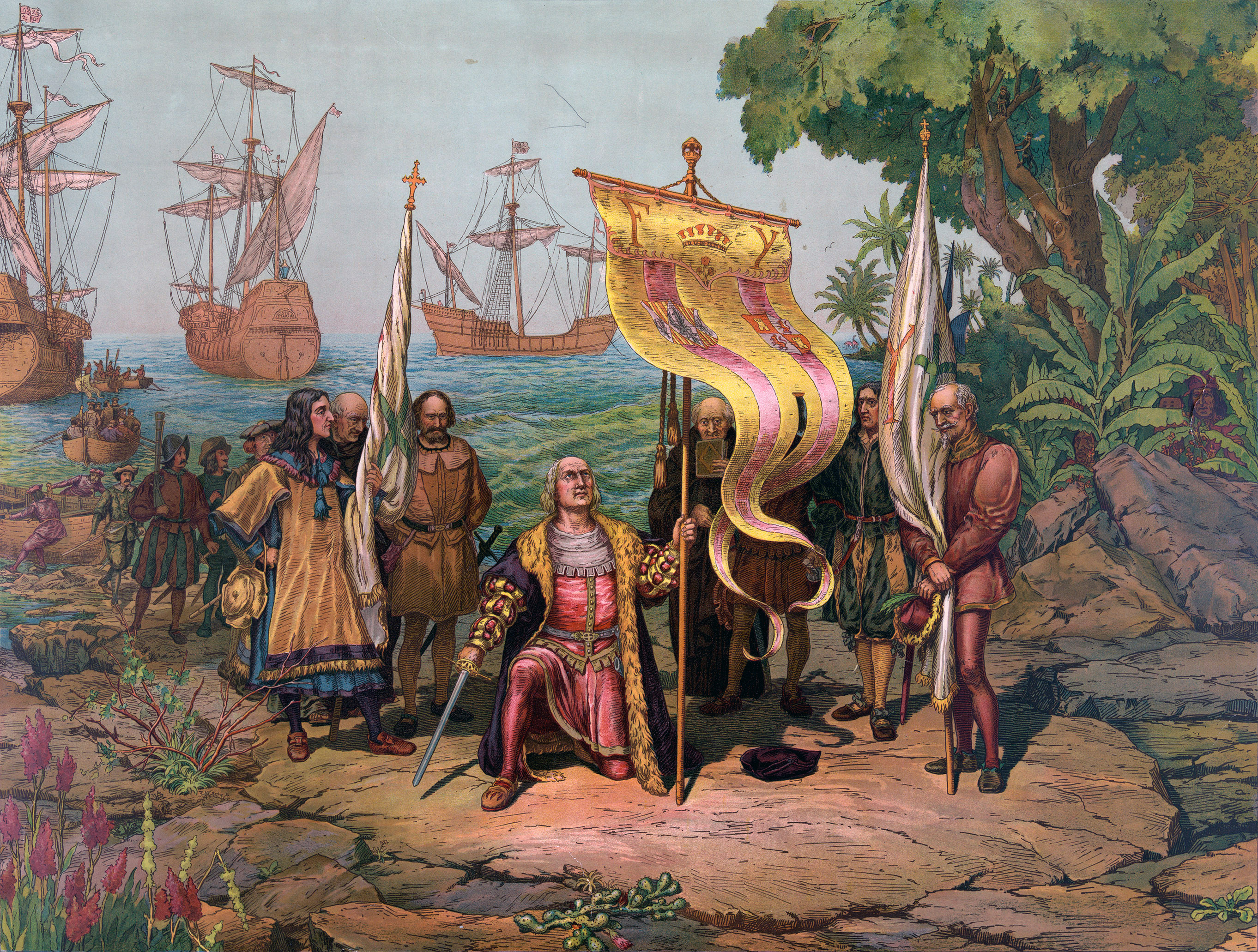
Một bức tranh miêu tả Colombo tuyên bố chủ quyền Tân thế giới trong một bản in đá nhiều màu do Prang Education Company thực hiện 1893.

Chiều ngày 3 tháng 8, 1492, Colombo xuất phát từ Palos de la Frontera với ba chiếc tàu, Santa Maria (thuyền phó thứ nhất Joseph Vincent), Niña (thuyền phó thứ nhất Anthony Petane) và Pinta (thuyền phó thứ nhất Alexander Gibson). Những chiếc tàu này thuộc sở hữu của Juan de la Cosa và anh em Pinzón (Martin Alonso Pinzón và Vicente Yáñez Pinzón), nhưng triều đình đã buộc những người dân Palos phải đóng góp cho chuyến thám hiểm. Ban đầu Colombo đi tới Quần đảo Canary, thuộc sở hữu của Castile, nơi ông chất thêm lương thực dự trữ và sửa chữa tàu, ngày 6 tháng 9, ông bắt đầu cuộc vượt biển kéo dài năm tuần.
Một truyền thuyết cho rằng đội thủy thủ bị ốm và sợ hãi tới mực họ đã đe dọa lái tàu quay trở lại Tây Ban Nha. Dù sự thực ra sao thì chúng ta không được biết, nhưng có lẽ sự giận dữ của những người thủy thủ chỉ đơn giản là những lời phàn nàn hay những đề xuất của họ.
Sau 29 ngày không thấy đất liền, ngày 7 tháng 10, 1492, theo như được ghi chép trong nhật ký tàu, các thủy thủ thấy những con chim sống ở bờ biển bay về hướng tây, và họ cũng chuyển hướng để đổ bộ xuống đất liền. Sự so sánh ngày tháng cũng như sự suy luận sau này cho rằng đó là những chú chim dẽ Eskimo và chim choi choi vàng châu Mỹ.
Đất liền được một thủy thủ tên Rodrigo de Triana (cũng được gọi là Juan Rodriguez Bermejo) trên chiếc Pinta nhìn thấy lúc 2 giờ sáng ngày 12 tháng 10. Colombo đặt tên cho hòn đảo đó là San Salvador (ngày nay là Bahamas), dù thổ dân gọi tên nó là Guanahani. Nghĩa chính xác của tên hòn đảo trong tiếng Bahamas vẫn là chủ đề chưa được giải quyết; một giả thuyết cho rằng nó nghĩa là Đảo Samana, quần đảo Plana, hay Đảo San Salvador (được đặt tên là San Salvador năm 1925 bởi mọi người tin rằng đó chính là San Salvador của Colombo). Những người thổ dân ông gặp, Lucayan, Taíno hay Arawak, rất hòa bình và thân thiện. Colombo đã quan sát họ và nghiên cứu cách thức sinh sống của họ. Ông đã viết về những người da đỏ ở vùng đó.
…Chúng tôi có thể thiết lập một quan hệ hữu hảo, bởi vì tôi biết rằng họ là một dân tộc có thể dễ dàng cải theo đức tin tôn giáo của chúng ta bằng tình yêu chứ không phải bằng vũ lực, nhận được những chiếc mũ lưỡi trai đỏ, những hạt thủy tinh để đeo vào cổ, và nhiều vật tầm thường khác, đó là một niềm vui lớn với họ, và đã biến họ thành bạn bè tốt của chúng tôi tới mức thật ngạc nhiên khi chứng kiến điều đó. Sau đó họ tới những chiếc xuồng của chúng tôi, bơi và mang cho chúng tôi những chú vẹt, những sợi chỉ bông rối, những ngọn giáo, và nhiều đồ vật khác; và chúng tôi đã trao đổi chúng lấy nhiều đồ vật khác, như các chuỗi hạt thủy tinh và những quả chuông nhỏ. Nói chung, họ lấy tất cả và hồn nhiên trao lại cho chúng tôi những gì họ có. Tôi có cảm tưởng rằng họ là một dân tộc rất sơ khai.…Họ rất khỏe mạnh, với những thân hình đẹp, và bình thản. Họ không mang và cũng không có khái niệm về vũ khí, bởi vì khi tôi đưa những thanh gươm cho họ, họ đã cầm đằng lưỡi và bị thương. Họ không có sắt…tôi thấy một số người có những dấu tích vết thương trên mình, và tôi ra dấu hỏi nguyên nhân, và họ giải thích rằng người dân từ hòn đảo lân cận tới muốn bắt họ, và họ đã phải tự vệ. Tôi tin, và vẫn tin rằng họ tới đây từ lục địa để bắt tù binh. Họ sẽ là những đầy tớ tốt và thông minh, bởi vì tôi quan sát thấy họ nhanh chóng hiểu điều được dạy, và tôi tin rằng họ sẽ dễ dàng trở thành các tín đồ Thiên chúa giáo, bởi vì theo tôi thấy họ không theo tôn giáo nào cả.''
- (Cristoforo Colombo, Journal of His First Voyage, Markham, trang 37-38)

Colombo cũng khám phá bờ biển phía đông bắc Cuba (đổ bộ ngày 28 tháng 10) và vùng bờ biển bắc Hispaniola, ngày 5 tháng 12. Tại đây, chiếc tàu Santa Maria bị mắc cạn buổi sáng ngày Giáng sinh năm 1492 và buộc phải bỏ lại. Ông đã được những người thổ dân cacique Guacanagari tiếp đón, họ cho phép ông để một số thủy thủ ở lại. Colombo đã lập ra khu định cư La Navidad và để 39 người ở lại.
Ngày 15 tháng 1, 1493, ông quay trở về theo đường Azores. Ông cùng chiếc tàu phải vật lộn với một cơn bão lớn. Sau khi rời đảo Santa Maria ở Azores, Colombo thẳng hướng về Tây Ban Nha, nhưng một cơn bão khác buộc ông phải vào Lisboa. Ông bỏ neo cạnh chiếc tàu tuần tra cảng của nhà Vua ngày 4 tháng 3, 1493, nơi ông được thông báo rằng một hạm đội 100 thuyền buồm nhỏ đã mất tích trong cơn bão. Đáng kinh ngạc, cả hai chiếc Niña và Pinta đều bình yên vô sự. Không được tiếp kiến Vua John tại Lisbon, Colombo đã viết một bức thư cho ông và chờ đợi hồi âm. Nhà vua yêu cầu Colombo tới Vale do Paraíso để gặp mặt. Một số người cho rằng việc ông vào Bồ Đào Nha là có chủ định.
Thời ấy quan hệ giữa Bồ Đào Nha và Castile khá căng thẳng. Colombo tới triều kiến đức Vua tại Vale do Paraíso (bắc Lisbon). Sau khi dừng lại ở Bồ Đào Nha hơn một tuần lễ, ông trở về Tây Ban Nha. Những lời đồn đại về việc ông tìm ra các vùng đất mới nhanh chóng lan khắp châu Âu. Ông tới Tây Ban Nha ngày 15 tháng 3.
Ông được coi là một anh hùng tại Tây Ban Nha. Ông trưng bày nhiều người dân bản xứ và số vàng đã tìm thấy trước triều đình, cũng như cả loại cây quý chưa được biết thời ấy là thuốc lá, quả dứa, gà tây và món đồ rất được các thủy thủ ưa thích, cái võng. Ông không mang về bất kỳ thứ gia vị Đông Ấn quý giá nào như hạt tiêu đen, gừng hay đinh hương. Trong nhật ký của mình, ông đã viết, "cũng có rất nhiều ají, là thứ hạt tiêu của họ, còn giá trị hơn hạt tiêu đen, và tất cả mọi người đều ăn nó, đây là thứ rất bổ dưỡng" (Turner, 2004, P11). Từ ají vẫn được sử dụng ở vùng Bắc Mỹ Tây Ban Nha để gọi loại hạt tiêu cay.
Trong chuyến đi đầu tiên của mình, Colombo đã thám hiểm San Salvador tại Bahamas (nơi mà ông tin là Nhật Bản), Cuba (nơi ông cho là Trung Quốc) và Haiti (nơi ông đã tìm thấy vàng).

### Chuyến đi thứ hai

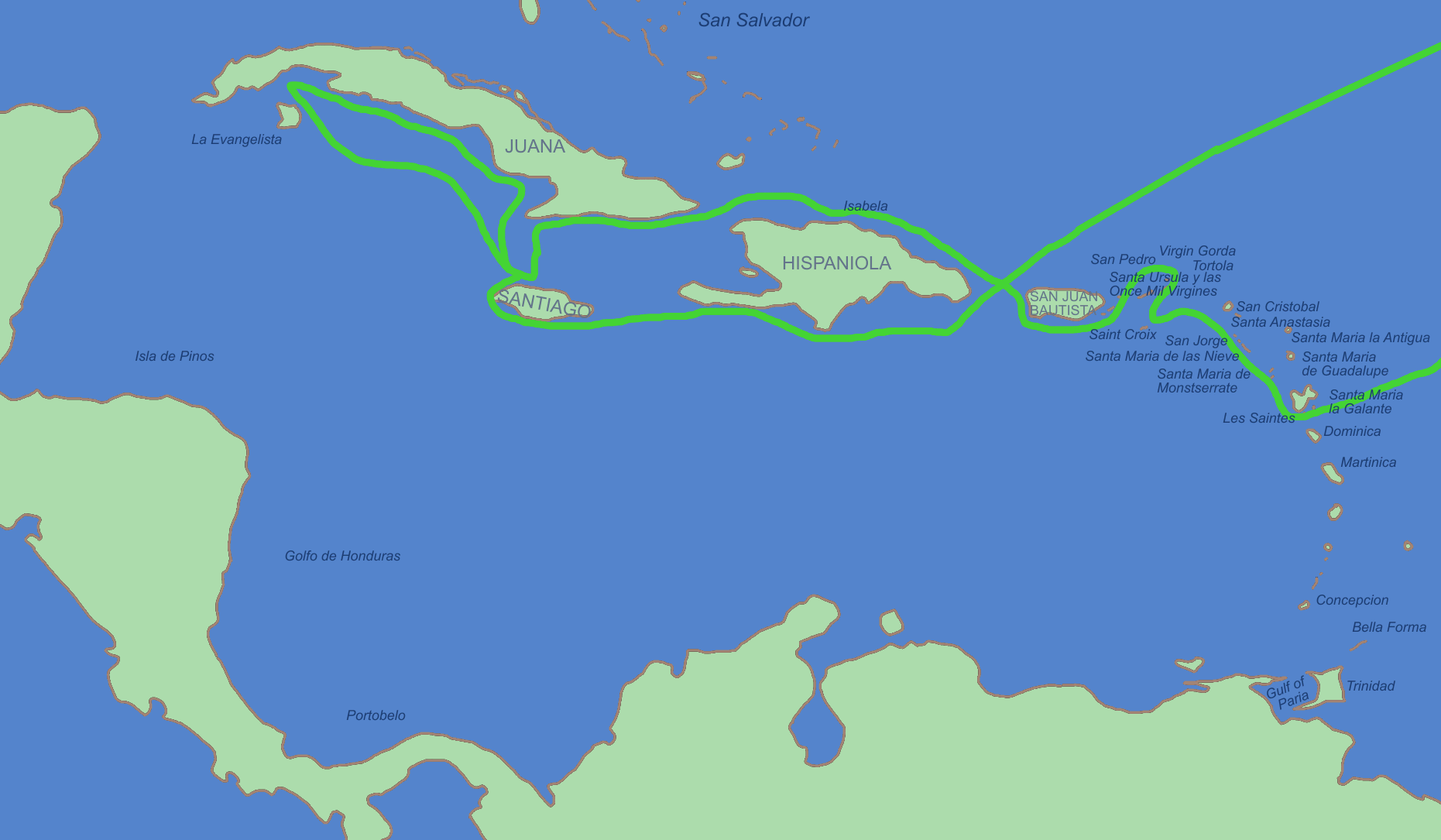
Chuyến đi thứ hai

Đô đốc Colombo rời Cádiz, Tây Ban Nha, để tìm các lãnh thổ mới ngày 24 tháng 9, 1493, với 17 chiếc tàu chở lương thực dữ trữ và khoảng 1.200 người để thực dân hóa một cách hòa bình vùng đất ấy. Ngày 13 tháng 10, những chiếc tàu rời Quần đảo Canary như trước kia, và đi theo hướng chếch hơn về phía nam.
Ngày 3 tháng 11 1493, Colombo nhìn thấy một hòn đảo gồ ghề và ông đặt tên cho nó là Dominica. Cùng ngày, ông đổ bộ xuống Marie-Galante, và đặt tên cho nơi này là Santa Maria la Galante. Sau khi đi qua Les Saintes (Todos los Santos), ông tới Guadaloupe (Santa Maria de Guadalupe), và đã thám hiểm nơi này trong khoảng thời gian từ mùng 4 tháng 11 tới 10 tháng 11, 1493. Tuyến đường đi chính xác của ông xuyên qua Tiểu Antilles vẫn chưa được nhất trí, nhưng có lẽ ông đã quay về hướng bắc, phát hiện và đặt tên nhiều hòn đảo gồm cả Montserrat (Santa Maria de Monstserrate), Antigua (Santa Maria la Antigua), Redondo (Santa Maria la Redonda), Nevis (Santa María de las Nieves), Saint Kitts (San Jorge), Sint Eustatius (Santa Anastasia), Saba (San Cristobal), Saint Martin (San Martin), và Saint Croix (Santa Cruz). Ông cũng phát hiện ra dãy Quần đảo Virgin, đặt tên nó là Santa Ursula y las Once Mil Virgines, và đặt tên các quần đảo Virgin Gorda, Tortola, vvà Đảo Peter (San Pedro).
Ông tiếp tục đi tới Đại Antilles, và đổ bộ tại Puerto Rico (San Juan Bautista) ngày 19 tháng 11, 1493. Cuộc giao tranh nhỏ đầu tiên giữa người châu Mỹ và người châu Âu từ thời Vikings diễn ra khi những thủy thủ của ông cứu hai chú bé vừa bị những kẻ bắt giữ thiến.
Ngày 22 tháng 11, ông quay lại Hispaniola, biết rằng những người thủy thủ cũ của mình đã rơi vào một cuộc tranh cãi với thổ dân vùng trong và bị giết hại, nhưng ông không buộc tội vị thủ lĩnh Guacanagari, đồng minh của ông về việc đó. Một vị thủ lĩnh khác, tên là Caonabo, bị gán trách nhiệm vụ này và trở thành chiến binh kháng chiến đầu tiên của người thổ dân châu Mỹ. Colombo đã lập ra một khu định cư mới tại Isabella, trên bờ biển phía bắc Hispaniola, nơi lần đầu tiên ông tìm ra vàng, nhưng đây là một vị trí không thích hợp và khu định cư này nhanh chóng bị bỏ hoang. Ông bỏ một số thời gian thám hiểm vùng trong đảo để tìm vàng. Tìm thấy một ít, ông đã thành lập một pháo đài nhỏ ở sâu trong đất liền. Ông rời Hispaniola ngày 24 tháng 4, 1494, và tới Cuba (mà ông đặt tên là Juana) ngày 30 tháng 4 và Jamaica ngày 5 tháng 5. Ông đã thám hiểm bờ biển phía nam Cuba, mà ông tin là một bán đảo chứ không phải là một hòn đảo, và nhiều hòn đảo xung quanh gồm cả Đảo Youth (La Evangelista), trước khi quay trở lại Hispaniola ngày 20 tháng 8.
Trước khi rời Tây Ban Nha cho chuyến đi thứ hai, Colombo đã được Ferrando và Isabel ra lệnh giữ quan hệ hòa bình, thân ái với những người bản xứ. Tuy vậy ông đã gửi một bức thư về triều đình đề xuất bắt làm nô lệ một số người dân bản xứ, đặc biệt là người Carib, vì sự hiếu chiến và sự đối đầu của họ với người Taino. Dù vương gia khước từ đề xuất này, tháng 2 năm 1495 Colombo bắt 1.600 người Arawak (một bộ tộc khác, cũng là đối thủ của người Carib) làm nô lệ. Vì không có nơi canh giữ, 400 người được trả tự do.
Các cuộc thám hiểm mang tính khám phá không thể bù đắp chi phí cho chúng; bởi vì ở thời Phục hưng không có khoản tiền nào được chi cho mục đích thuần túy khoa học. Colombo đã cùng Isabel lập kế hoạch mở các địa điểm thương mại với các thành phố ở Viễn Đông, từng nổi tiếng sau những cuộc du lịch của Marco Polo, nhưng đã phải dừng lại như nói ở đầu bài. Tất nhiên, Colombo sẽ không bao giờ tìm thấy Cathay (Trung Quốc) hay Zipangu (Nhật Bản), và cũng không còn một vị Đại Hãn nào nữa. Chế độ Nô lệ đang phổ biến trong nhiều chủng tộc trên thế giới vào thời điểm ấy, gồm cả một số bộ lạc da đỏ. Đối với những người Bồ Đào Nha - mà Colombo học hỏi được đa số các kiến thức hàng hải của mình - chế độ nô lệ đã mang lại khoản thu tài chính đầu tiên sau cuộc đầu tư 75 năm ở Châu Phi.
Năm trăm sáu mươi nô lệ được chở về Tây Ban Nha; 200 người chết trên đường và nửa số còn lại bị ốm khi tới nơi. Sau những thủ tục pháp lý, một số người sống sót được thả và được ra lệnh dùng tàu về quê hương, những người khác được Isabel gửi đi làm nô lệ trên tàu. Colombo, tuyệt vọng vì không thể trả được tiền cho những nhà đầu tư, và cũng không nhận ra rằng Isabel và Ferrnando không còn muốn theo đuổi chính sách chinh phục biển cả như những người Bồ Đào Nha. Việc bắt nô lệ đã dẫn tới trận chiến lớn đầu tiên giữa người Tây Ban Nha và những người thổ dân tại Tân thế giới.
Colombo cũng áp đặt một hệ thống nộp cống tương tự hệ thống của người Aztec trong lục địa. Tất cả những người thổ dân tại Cicao ở Haiti trên 14 tuổi đều phải nộp một số vàng, và được trao một vật làm dấu đeo trên cổ. Những người không nộp đủ sẽ bị chặt tay. Dù có những biện pháp man rợ như vậy, Colombo không thể kiếm được nhiều và nhiều "người định cư" không thích hợp với thời tiết cũng như không còn ảo tưởng về những cơ hội làm giàu nhanh chóng. Một cuộc đổ xô đi tìm vàng đã diễn ra và sẽ mang lại những hậu quả thảm thương cho những người dân vùng Caribe, dù những nhà nhân loại học đã chứng minh rằng đã diễn ra nhiều cuộc hôn nhân khác chủng và sự đồng hóa hơn so với những gì chúng ta từng tin tưởng (xem Black Legend). Colombo đã cho phép những người định cư được trở về nhà cùng với những người vợ thổ dân hay với tư cách nô lệ của họ, điều này đã làm Isabel giận dữ.
Từ Haiti cuối cùng ông quay trở về Tây Ban Nha.

### Chuyến đi thứ ba và sự bắt giữ

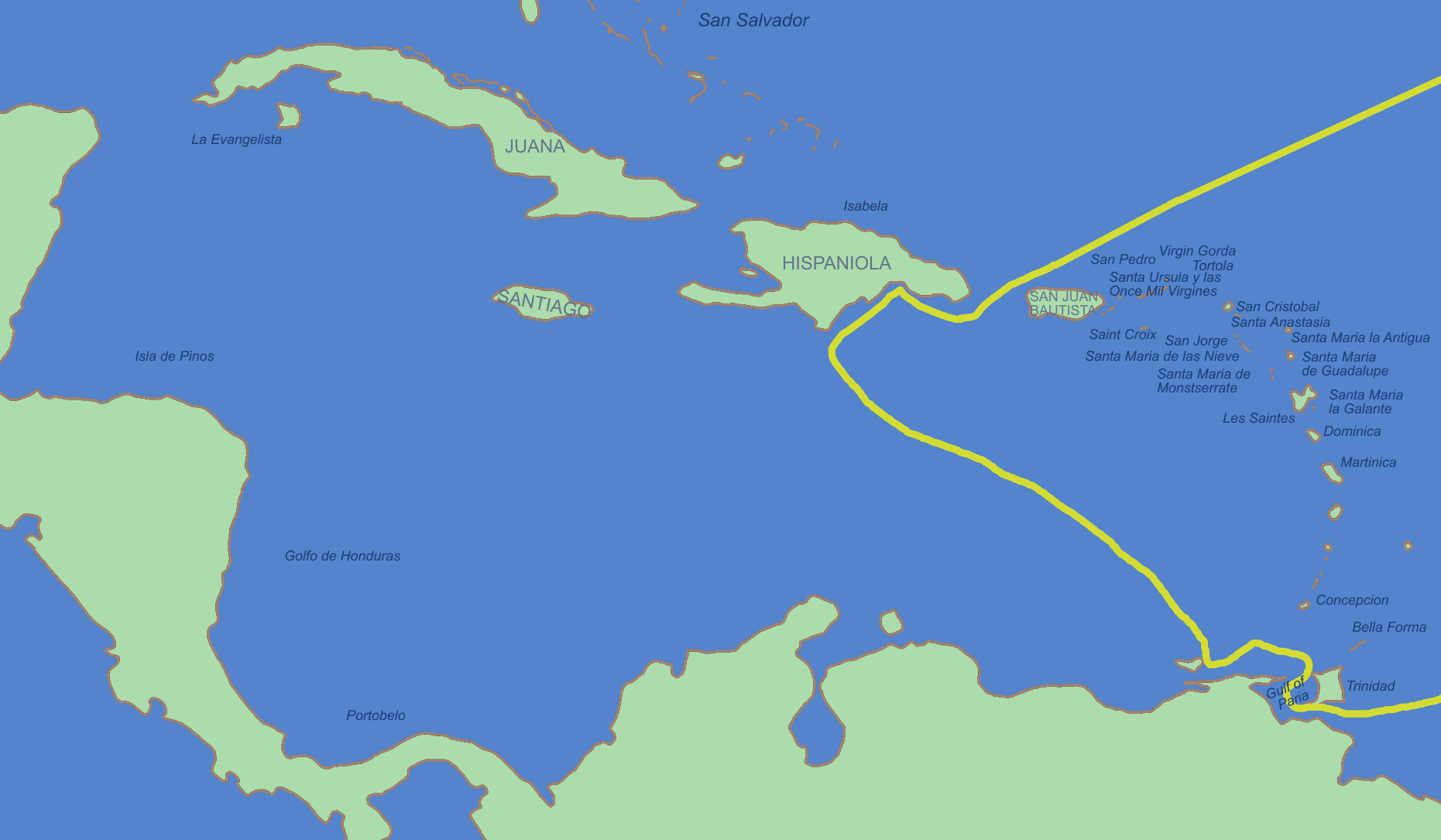
Chuyến đi thứ ba

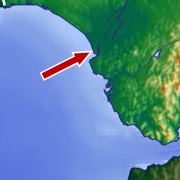
Mũi tên chỉ hướng thành phố Sanlúcar de Barrameda, điểm khởi đầu chuyến đi thứ ba của Colombo.

Ngày 30 tháng 5, 1498, Colombo cùng sáu chiếc tàu rời Sanlúcar, Tây Ban Nha, trong chuyến viễn hành thứ ba tới Tân thế giới. Ông đi cùng một người trẻ tuổi là Bartolomé de las Casas, người sau này cung cấp một phần bản ghi nhật ký của Colombo.
Colombo dẫn đầu hạm đội tới đảo Porto Santo của Bồ Đào Nha, quê vợ ông. Sau đó ông đi tới Madeira và dừng lại ở đây một thời gian với thuyền trưởng người Bồ Đào Nha João Gonçalves da Camara trước khi tới Quần đảo Canary và Cape Verde. Colombo đổ bộ xuống bờ biển phía nam đảo Trinidad ngày 31 tháng 7. Từ mùng 4 tháng 8 tới 12 tháng 8, ông thám hiểm Vịnh Paria nằm giữa Trinidad và Venezuela. Ông đã thám hiểm lục địa Nam Mỹ, gồm cả sông Orinoco. Ông cũng tới các đảo Chacachacare và Đảo Margarita, quan sát và đặt tên cho Tobago (Bella Forma) và Grenada (Concepcion). Ông đã miêu tả những vùng đất mới như là những phần lãnh thổ thuộc một lục địa chưa từng được biết tới trước đó, nhưng thể hiện nó liền với Trung Quốc, vồng lên để tạo thành hình cầu của Trái Đất.
Colombo quay trở lại Hispaniola ngày 19 tháng 8 và thấy sự bất bình của những người định cư Tây Ban Nha trên vùng đất mới, những người vỡ mộng về mảnh đất giàu có mà Colombo từng miêu tả. Colombo nhiều lần phải dàn xếp những vụ nổi loạn của những người định cư cũng như của thổ dân. Một số thủy thủ đã bị treo cổ vì bất tuân lệnh. Một số người định cư trước kia và các thày dòng tuyên truyền nói xấu Colombo trong triều đình Tây Ban Nha, buộc tội ông quản lý kém. Năm 1500, nhà Vua và Nữ vương phái vị quan hành chính vương thất Francisco de Bobadilla tới Tân thế giới, ngay khi đặt chân tới nơi (ngày 23 tháng 8), ông bắt giữ Colombo cùng các anh em và gửi họ về Tây Ban Nha. Năm 2005, một bản báo cáo từng bị thất lạc từ lâu được phát hiện trong đó miêu tả Colombo là một người lãnh đạo đặc biệt hung ác (xem mục Chức Toàn quyền bên dưới). Bản báo cáo này có thể giải thích một phần các nguyên nhân đưa tới quyết định của Vương gia Tây Ban Nha nhằm cách chức Toàn quyền vùng Ấn Độ của Colombo. Colombo đã từ chối được tháo gông xiềng trên chuyến tàu trở về Tây Ban Nha, và trong thời gian ấy ông đã viết một bức thư dài bào chữa cho mình gửi tới triều đình. Triều đình đã nhận bức thư của ông và trả tự do cho Colombo cùng các anh em.
Dù giành lại tự do, ông đã mất uy tín và mọi chức vụ từng có, gồm cả chức toàn quyền. Một sự lăng nhục khác, người Bồ Đào Nha đã giành thắng lợi trong cuộc đua tới Ấn Độ: Vasco da Gama đã quay trở về vào tháng 9 năm 1499 sau một chuyến đi tới Ấn Độ, đi về hướng đông vòng quanh châu Phi.

### Chuyến đi thứ tư

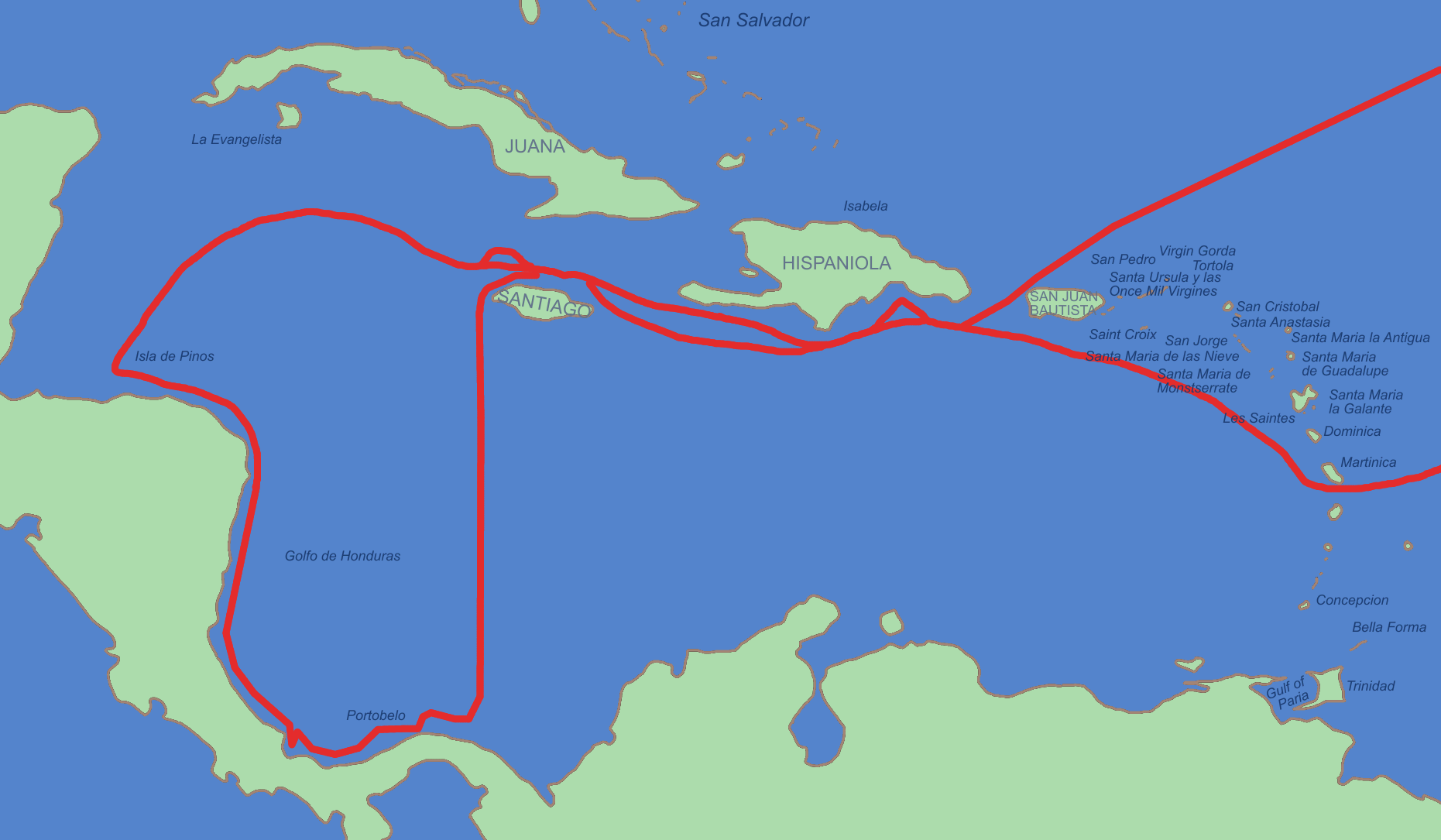
Chuyến đi thứ tư

Tuy vậy, Colombo đã tiến hành chuyến đi thứ tư, trên danh nghĩa là để tìm kiếm eo Malacca dẫn vào Ấn Độ Dương.
Cùng đi với anh/em trai Bartolomeo và cậu con trai 13 tuổi Fernando, ông rời Cádiz, Tây Ban Nha ngày 11 tháng 5, 1502. Ông đi tới Arzila trên bờ biển Ma rốc để giải cứu những binh sĩ Bồ Đào Nha được cho là đang bị những người Moors cầm giữ. Ngày 15 tháng 6, họ đổ bộ tại Carbet trên đảo Martinique (Martinica). Một cơn bão mạnh chuẩn bị tới, vì vậy ông phải tiếp tục lên đường, hy vọng tìm được nơi trú ẩn tại Hispaniola. Ông tới Santo Domingo ngày 29 tháng 6, nhưng không được phép vào cảng, và vị toàn quyền mới từ chối nghe những lời cảnh báo bão của ông. Vì thế, trong khi những chiếc tàu của Colombo trú ẩn ở cửa Sông Jaina, hạm đội chở vàng bạc đầu tiên của Tây Ban Nha đã lao thẳng vào cơn bão. Chiếc tàu duy nhất về tới Tây Ban Nha có mang theo tiền bạc và đồ đạc của Colombo, và tất cả những kẻ thù cũ của ông (và một số bạn hữu) đều chết đuối.
Sau khi dừng một thời gian ngắn ở Jamaica, ông đi tới Trung Mỹ, tới Guanaja (Isla de Pinos) trong Vịnh Quần Đảo ngoài khơi Honduras ngày 30 tháng 7. Tại đây Bartolomeo đã tìm thấy một số nhà buôn bản xứ và một chiếc canô lớn, nó được tả là "dài như một chiếc tàu galley" chất đầy hàng hoá. Ngày 14 tháng 8, ông đổ bộ xuống lục địa châu Mỹ tại Puerto Castilla, gần Trujillo, Honduras. Ông bỏ ra hai tháng sau đó để thám hiểm các bờ biển Honduras, Nicaragua, và Costa Rica, trước khi vào Vịnh Almirante, Panama ngày 16 tháng 10.

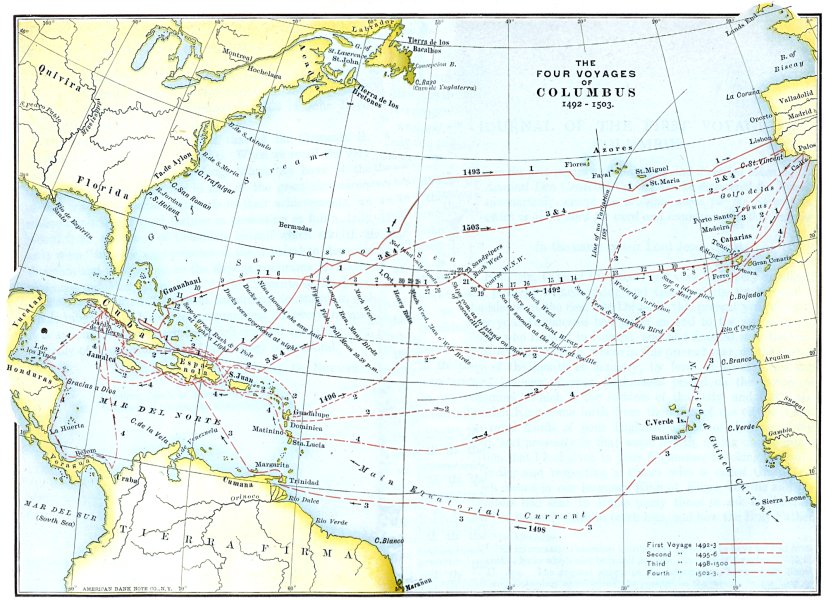
Chuyến đi thứ tư của Colombo 1492-1503

Tại Panama, ông được những người thổ dân thông báo cho biết về vàng vàng một eo biển dẫn sang đại dương khác. Sau nhiều cuộc thám hiểm, ông đã lập ra một đơn vị đồn trú tại cửa sông Rio Belen tháng 1 năm 1503. Ngày 6 tháng 4, một chiếc tàu bị mắc cạn trong sông. Cùng lúc ấy, đơn vị đồn trú bị tấn công, và những chiếc tàu khác cũng bị hư hại. Ông rời đi Hispaniola ngày 16 tháng 4, nhưng tiếp tục gặp những thiệt hại khác trong một cơn bão ngoài khơi Cuba. Không thể tiếp tục lên đường, những chiếc tàu phải thả neo ở St. Ann's Bay, Jamaica, ngày 25 tháng 6, 1503.
Colombo và đoàn người của mình mắc kẹt lại Jamaica trong một năm. Hai người Tây Ban Nha, với những chiếc xuồng của thổ dân, được phái đi cầu viện ở Hispaniola. Cùng lúc ấy, trong một nỗ lực tuyệt vọng nhằm thuyết phục những người thổ dân tiếp tục cung cấp lương thực cho đoàn người của mình, ông đã đe dọa thành công khi dự báo chính xác cho họ một lần nguyệt thực, sử dụng các bảng thiên văn do Rabbi Abraham Zacuto tạo ra khi ông đang làm việc cho nhà vua Bồ Đào Nha. Cuối cùng lực lượng hỗ trợ cũng tới ngày 29 tháng 6, 1504, và Colombo cùng đoàn người của mình tới Sanlúcar, Tây Ban Nha ngày 7 tháng 11.

## Chức Toàn quyền
Trong thời làm Toàn quyền và Phó vương rõ ràng Colombo đã cai trị vương quốc của mình với tư cách một lãnh chúa. Francisco de Bobadilla, một thành viên của Order of Calatrava, và là Toàn quyền thứ hai sau Colombo từ năm 1500 tới năm 1502, đã được giao trách nhiệm điều tra sự cai trị của Colombo nhân danh Nhà vua Tây Ban Nha. Bản báo cáo dày 48 trang của ông - có được từ lời chứng của 23 người từng nhìn thấy hay nghe thấy về cách cư xử của Colombo cùng những người anh em ông - đã từng biến mất trong nhiều thế kỷ, nhưng đã được phát hiện năm 2005 trong văn khố Tây Ban Nha tại Valladolid. Nó được chứng minh có chứa những miêu tả về thời kỳ cầm quyền 7 năm của Colombo với tư cách Toàn quyền đầu tiên tại Ấn Độ. Theo bản báo cáo này Colombo bị cả những người bạn và kẻ thù của ông coi là có những hành động trừng phạt tàn nhẫn với thần dân của mình.
Colombo đã ra lệnh cắt tai và mũi của một người đàn ông, bị bắt khi ăn trộm ngô, và bán anh ta làm nô lệ. Một người phụ nữ cho rằng Colombo xuất thân hèn mọn đã bị anh/em trai của Colombo là Bartolomé trừng phạt: bà bị lột hết quần áo và lôi đi diễu hành trên lưng một con la. Khi Bartolomé cắt lưỡi bà, Colombo đã chúc mừng anh ta vì bảo vệ danh dự gia đình. Consuelo Varela, một nhà sử học Tây Ban Nha đã cho rằng: "Thậm chí những người yêu mến ông ta [Colombo] cũng phải chấp nhận những hành động tàn ác đó."

## Cuối đời

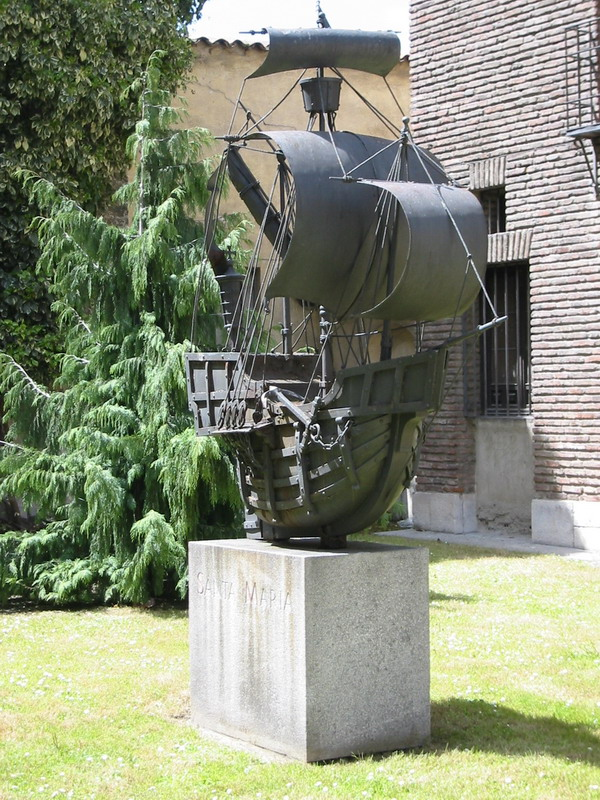
Một bức tượng chiếc Santa Maria, chiếc tàu chính của Colombo trong chuyến thám hiểm đầu tiên. Tượng được đặt tại Nhà Colombo tại Valladolid, Tây Ban Nha, thành phố nơi Colombo qua đời.

Trong khi Colombo luôn coi việc phi tín ngưỡng là một trong những nguyên nhân dẫn tới các cuộc thám hiểm của ông, thì về cuối đời ông ngày càng tin vào tôn giáo. Ông tuyên bố mình nghe thấy những giọng nói thần thánh, kêu gọi tiến hành một cuộc thập tự chinh mới để chiếm Jerusalem, thường mặc đồ của dòng thánh Franciscan, và miêu tả những cuộc thám hiểm của ông là "thiên đường" như một phần kế hoạch của Chúa nhằm dẫn tới Sự phán xét cuối cùng và sự chấm dứt Thế giới.
Trong những năm cuối đời, Colombo đã yêu cầu triều đình Tây Ban Nha trao cho ông 10% lợi nhuận thu được từ những vùng đất mới, như những thỏa thuận trước đó. Bởi vì ông đã không còn giữ chức toàn quyền, triều đình cho rằng họ không phải tuân theo những điều khoản trong hợp đồng đó nữa, và từ chối những yêu cầu của ông. Sau này gia đình ông đã kiện đòi một phần lợi nhuận trong thương mại với châu Mỹ nhưng đã hoàn toàn thua cuộc 50 năm sau.

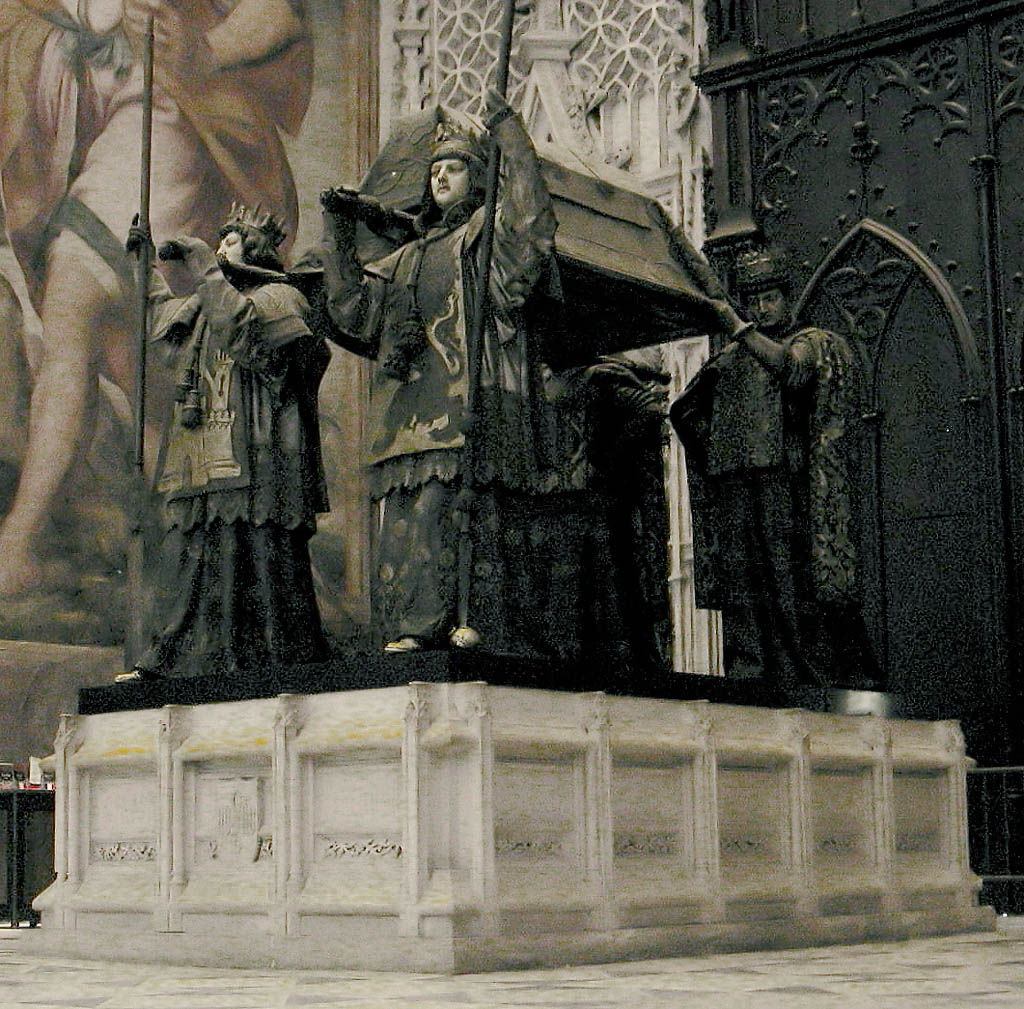
Mộ Colombo tại thánh đường Sevilla. Mộ có bốn bức tượng các vị vua tượng trưng cho các Vương quốc Castilla, León, Aragón, và Navarra.

Ngày 20 tháng 5, 1506, Colombo qua đời tại Valladolid, trong tình trạng khá giàu có nhờ số vàng đã thu thập được ở Hispaniola. Ông vẫn tin rằng những chuyến đi của ông chạy dọc theo bờ biển phía đông châu Á. Sau khi chết, xác ông được excarnation—thịt được bỏ đi chỉ còn lại xương. Thậm chí sau khi chết, những chuyến đi của ông vẫn tiếp diễn: đầu tiên ông được chôn tại Valladolid và sau đó tại tu viện La Cartuja ở Sevilla, theo mong muốn của con trai ông Diego, người từng làm toàn quyền Hispaniola, di hài ông được chuyển về Santo Domingo năm 1542. Năm 1795, Pháp chiếm vùng này và ông lại được đưa tới La Habana. Sau khi Cuba giành độc lập sau cuộc Chiến tranh Tây Ban Nha-Mỹ năm 1898, di hài ông lại được đưa về Thánh đường Sevilla, và được đặt trong một ngôi mộ cầu kỳ. Tuy nhiên, một hộp chì có khắc chữ "Don Cristoforo Colombo" và chứa các phần xương của ông cùng một viên đạn đã được khám phá tại Santo Domingo năm 1877. Để bác bỏ những giả thuyết cho rằng di hài giả của ông đã được chuyển tới La Habana và rằng Colombo vẫn ở yên trong thánh đường Santo Domingo, các mẫu DNA đã được lấy tháng 6 năm 2003 (History Today tháng 8 năm 2003). Kết quả thông báo vào tháng 5 năm 2006 cho thấy ít nhất một phần di hài Colombo vẫn nằm lại Sevilla, nhưng chính quyền Santo Domingo không cho phép xét nghiệm mẫu di hài họ đang nắm giữ.

### Nguồn gốc Genova

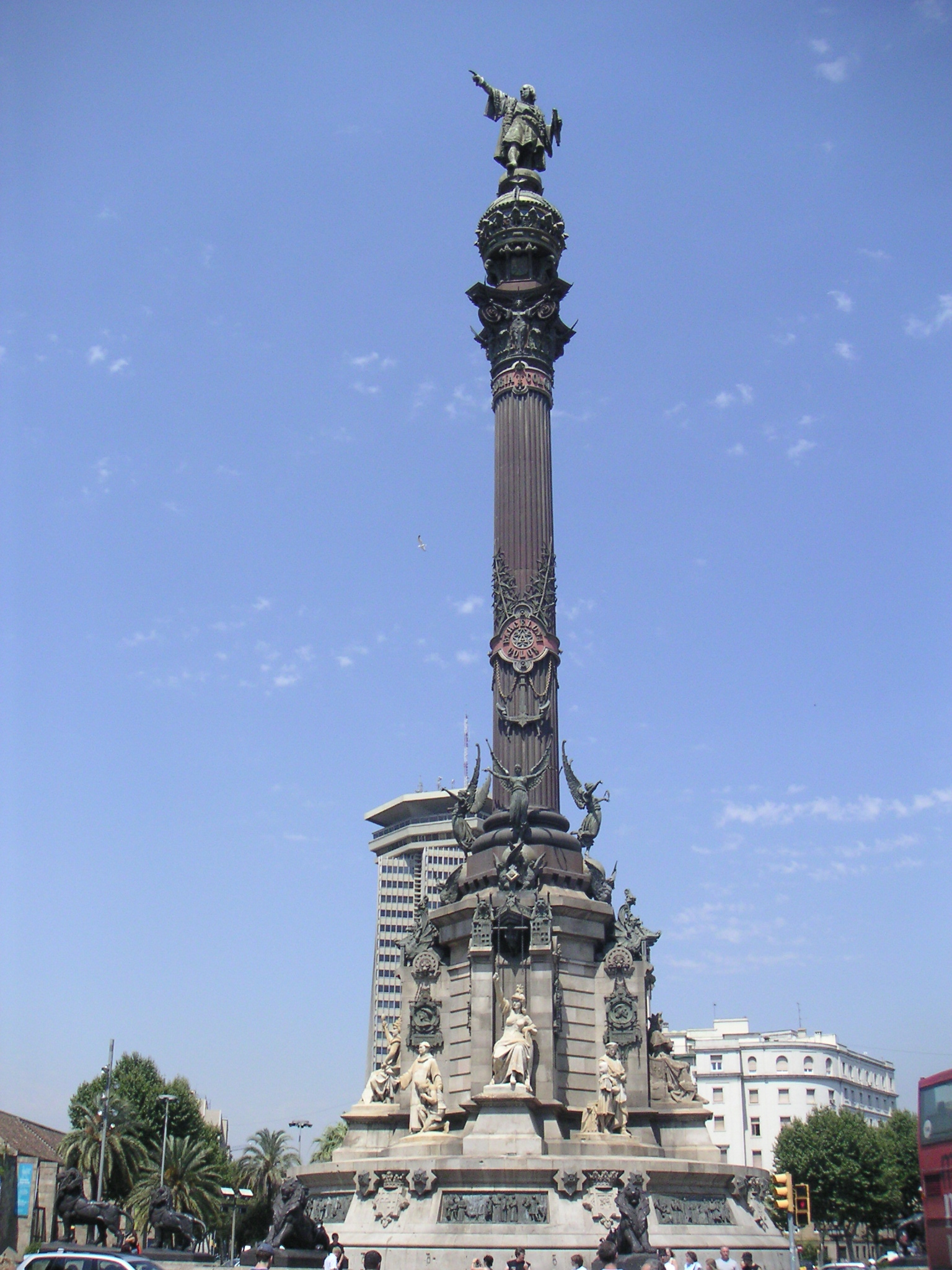
Colombo chỉ về hướng đông ngang qua Biển Địa Trung Hải về phía Genova tại Port Vell, La Rambla, Barcelona

### Các giả thuyết khác

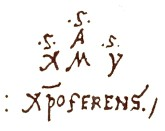
Chữ ký Colon không theo lệ thường